# كفرنايا
كفرنايا  قرية سوريّة تتبع إداريّاً لمحافظة حلب منطقة أعزاز ناحية تل رفعت، بلغ تعداد سكانها 5,647 نسمة حسب التعداد السكاني لعام 2004.